# Steven Sotloff
Steven Joel Sotloff (Miami, 11 maggio 1983 – Deserto siriano, 2 settembre 2014) è stato un giornalista statunitense dotato anche di cittadinanza israeliana.

## Biografia
Steven Joel Sotloff, nato a Miami l'11 maggio 1983, possedeva una doppia cittadinanza Israelo-Americana, sebbene le sue origini ebraiche e la sua cittadinanza israeliana non sono stati resi noti durante il suo lavoro nei paesi musulmani o durante la sua prigionia, per paura che simili informazioni avessero potuto mettere in pericolo il suo rilascio. Era figlio di Arthur e Shirley Sotloff, coppia originaria di Pinecrest, in Florida, e nipote di un sopravvissuto dell'Olocausto. Crebbe a Pinecrest e si laureò alla Kimball Union Academy, un collegio privato di Meriden, New Hampshire.
Dopodiché dal 2002 al 2004 frequentò la University of Central Florida, dove si specializzò in giornalismo. Sotloff, che era anche di religione ebraica, lavorò alla Temple Beth Am Day School in Florida e ottenne un'altra laurea all'Interdisciplinary Center Herzliya in Israele. Nel corso della sua carriera scrisse per testate come Time, The Christian Science Monitor, The National Interest, Media Line, World Affairs e Foreign Policy, collaborando anche con la CNN e Fox News. Le tante inchieste giornalistiche che lo portarono in vari paesi arabi (soprattutto Yemen, Siria, Egitto, Libia e Bahrein) gli consentirono di imparare l'arabo.

### Rapimento e morte
Si trovava in Siria come inviato del TIME per realizzare un reportage sulla guerra civile quando, il 4 agosto 2013, venne rapito da miliziani dell'ISIS vicino ad Aleppo dopo che aveva attraverso il confine siriano dalla Turchia. Condotto successivamente ad al-Raqqa, egli apparve nel video della decapitazione di James Foley e fu indicato dal boia (conosciuto come Jihadi John, già esecutore di Foley) come successiva vittima se Obama non avesse cambiato la sua politica nei confronti dello Stato Islamico.
Nonostante l'appello per la liberazione lanciato il 28 agosto dalla madre del cronista, il 2 settembre l'ISIS uccise Sotloff, pubblicando in rete un video, intitolato Un secondo messaggio all'America (A second message to America), in cui veniva mostrata la decapitazione dell'ostaggio per mano dello stesso boia.
Dopo Foley e Sotloff, altri cinque ostaggi, David Haines, Alan Henning (entrambi britannici), Peter Kassig (statunitense), Haruna Yukawa e Kenji Goto (giapponesi) furono decapitati dall'ISIS in segno di odio nei confronti degli alleati degli Stati Uniti. Un altro ostaggio, il pilota giordano Mu'adh al-Kasasbeh fu invece arso vivo in una gabbia. Tutte le brutali esecuzioni dei fanatici dell'Isis sono state filmate e diffuse nella rete.